# Trichomycterus novalimensis
Trichomycterus novalimensis är en fiskart som beskrevs av Barbosa och Costa 2010. Trichomycterus novalimensis ingår i släktet Trichomycterus och familjen Trichomycteridae. Inga underarter finns listade i Catalogue of Life.